# Jürgen Link
Jürgen Link (* 14. August 1940) ist ein deutscher Literaturwissenschaftler (Germanist und Romanist) und ehemaliger Professor für Literaturwissenschaft und Diskursforschung an den Universitäten Bochum und Dortmund. Link gehört zu den renommiertesten Diskurstheoretikern Deutschlands, seine Theorie des Normalismus wird weltweit in verschiedenen Disziplinen (Literatur-, Sprach-, Sozial- und Medienwissenschaften) rezipiert und angewandt.

## Leben
Jürgen Link studierte deutsche und romanische Sprach- und Literaturwissenschaften an den Universitäten Göttingen, Caen und München. Link war von 1980 bis 1992 Professor für deutsche Literaturwissenschaft an der Ruhr-Universität Bochum. Von 1992 bis 1993 war er Gastprofessor an der bekannten Universität Paris VIII im Pariser Stadtteil Saint-Denis. Anschließend nahm er einen Ruf auf den Lehrstuhl für deutsche Literaturwissenschaft und Diskurstheorie am Institut für Sprach- und Literaturwissenschaft an der TU Dortmund an, wo er bis zu seiner Emeritierung im Jahr 2005 lehrte.
Link ist Herausgeber der medienkritischen und diskurswissenschaftlichen Zeitschrift KultuRRevolution, die seit 1982 veröffentlicht wird und zu einer der renommiertesten sprach- und sozialwissenschaftlichen Fachzeitschriften für Diskursforschung und Diskurstheorie in Deutschland gehört. 1999 beteiligte Link sich an der Kampagne gegen die Beteiligung Deutschlands am Kosovo-Krieg. 2010 trat Link gemeinsam mit Hartmut Dreier sowie Siegfried und Margarete Jäger mit einem öffentlichen Appell gegen den Krieg in Afghanistan seit 2001 ein. 2015 setzte sich Link mit seiner Initiative appell-hellas.de mit über 2000 weiteren Wissenschaftlern und Griechenlandfreunden für eine faire deutsche Medienberichterstattung zur Griechenlandkrise ein.

## Werk
Link ist Vertreter einer semiotisch arbeitenden historischen Diskursanalyse. Zentraler Ansatzpunkt für Links eigene Weiterentwicklung dieser zu einer Diskurstheorie des Normalismus ist der Diskursbegriff Michel Foucaults; danach gelten Diskurse als Anordnungen von sprachlichen Strukturen (Aussagen), die mit der sozialen Praxis verknüpft sind und gesellschaftliches Handeln für Subjekte in unterschiedlichen Machtsphären organisieren. Besonders intensiv beschäftigen sich die Arbeiten Links mit der Regulierungsfunktion der Normalitätsproduktion, dem Interdiskurs und der Kollektivsymbolik in den Medien und der Gesellschaft.
Ein großer Teil der Theoriearbeiten Links wird in den verschiedenen diskurstheoretischen Schulen aufgegriffen und weiterentwickelt. So besteht eine produktive Zusammenarbeit beispielsweise mit dem Duisburger Institut für Sprach- und Sozialforschung, auch nach dem Tod dessen Leiters Siegfried Jäger.

### Normalismus
Links Normalismustheorie – wie er sie in seinem Buch Versuch über den Normalismus darlegt – fasst den Diskurs der Normalität als ein typisch modernes Dispositiv auf, das sich vor allem seit 1968 auf allen gesellschaftlichen Ebenen konsolidiert hat. Normalität spielt eine zentrale Rolle in vielen Spezialdiskursen (z. B. über das Verhältnis von „normal“ und „anormal“ in der Psychiatrie oder Sonderpädagogik) wie auch im Elementardiskurs, also im alltäglichen Umgang mit Begriffen wie normal oder unnormal. Diese Begriffe werden im Alltag als subjektive Wertung oder beschreibender Ausdruck eines angenommenen allgemeinen Verständnisses verwendet, ohne genau definiert oder beschrieben zu werden. Im interdiskursiven Kontext, in dem gesellschaftliche Querschnittsvorstellungen von Normalität generiert werden, fließen diese Diskurse zusammen.
Normalität ist zu unterscheiden von Normativität, die Werte, Normen und Paradigmen präskriptiv setzt. Die Vorstellung von Normalität beruht hingegen darauf, dass das Normale deskriptiv mittels Statistik, Durchschnittsanalysen und -abschätzungen etc. erst im Nachhinein aus einer Gesamtschau des betreffenden Feldes konstituiert wird.
Der Normalismus unterteilt sich weiterhin in Protonormalismus und flexiblen Normalismus. Während der Protonormalismus sich in vielerlei Hinsicht an Normativität anlehnt und um eine Einengung des Normalitätsfeldes (der Bereich dessen, was als normal gilt) bemüht ist, dominiert in der Jetztzeit der flexible Normalismus, der Normalitätsgrenzen flexibler setzt und zur Inklusion einer Vielfalt von Phänomenen in den Bereich des Normalen tendiert.
Ein Beispiel aus der Psychiatrie bzw. Psychologie:
„Der Protonormalismus behauptet, durch Wesensschau zu wissen, daß etwa Homosexualität oder auch dominante Gemütsarmut abnorm sind. Der flexible Normalismus verdatet zunächst ein Feld und stellt dabei etwa fest, daß sich zwischen 5 % und 10 % der Bevölkerung homosexuell verhalten, und daß dieser Anteil folglich normal ist.“
Dabei bezieht sich Link explizit auf Émile Durkheims Ausführungen zur Normalität und der davon abweichenden Anomie. Als Beispiele führt er Durkheims Thesen zur „normalen Kriminalität“ und „normalen Selbstmordrate“ an, die als normal zu gelten haben, wenn sie einigermaßen stabil sind, jedoch anomisch werden, wenn dynamische Steigerungen zu verzeichnen sind.

## Veröffentlichungen

### Monografien
- Artistische Form und ästhetischer Sinn in Platens Lyrik. Fink, München 1971
- Literaturwissenschaftliche Grundbegriffe. Eine programmierte Einführung auf strukturalistischer Basis. Fink, München 1974, ISBN 978-3-7705-1045-0.
- Die Struktur des literarischen Symbols. Theoretische Beiträge am Beispiel der späten Lyrik Brechts. Fink, München 1975, ISBN 978-3-7705-1186-0.
- Die Struktur des Symbols in der Sprache des Journalismus. Zum Verhältnis literarischer und pragmatischer Symbole. Fink, München 1978, ISBN 978-3-7705-1501-1.
- Elementare Literatur und generative Diskursanalyse. Fink, München 1983, ISBN 978-3-7705-2142-5.
- Hölderlin – Rousseau retour inventif (franz.). Übersetzt von Isabelle Kalinowski. Saint-Denis: Presses Universitaires de Vincennes (PUV) Université Paris VIII, 1995.
- Versuch über den Normalismus. Wie Normalität produziert wird Göttingen 2006. 3., ergänzte, überarbeitete und neu gestaltete Auflage. ISBN 978-3-525-26525-3. 2009[8]
- Jürgen Link, Rolf Parr, Matthias Thiele: Was ist normal? Eine Bibliographie der Dokumente und Forschungsliteratur seit 1945. Oberhausen: Athena 1999.
- Versuch über den Normalismus. Wie Normalität produziert wird Vandenhoeck & Ruprecht, Göttingen 2006, ISBN 3-525-26525-5.
- Bangemachen gilt nicht. Auf der Suche nach der Roten Ruhr-Armee. Eine Vorerinnerung. Asso Verlag, Oberhausen 2008, ISBN 3-938834-29-3.
- Normale Krisen? Normalismus und die Krise der Gegenwart. Konstanz University Press, Konstanz 2013, ISBN 978-3-86253-036-6.
- Anteil der Kultur an der Versenkung Griechenlands: von Hölderlins Deutschenschelte zu Schäubles Griechenschelte. Königshausen & Neumann, Würzburg 2016, ISBN 978-3-8260-5871-4.
- Normalismus und Antagonismus in der Postmoderne. Krise, New Normal, Populismus. Vandenhoeck & Ruprecht, Göttingen 2018, ISBN 978-3-525-37072-8.
- Hölderlins Fluchtlinie Griechenland. Vandenhoeck & Ruprecht, Göttingen 2020, ISBN 978-3-525-35210-6.

### Beiträge
- Von Karl Kraus zu Rainald Goetz: Zwei Stadien der Medienkritik – zwei Stadien des Normalismus? In: Vom Nutzen und Nachteil historischer Vergleiche. Der Fall Bonn-Weimar. Hrsg. von Friedrich Balke und Benno Wagner. Frankfurt am Main, New York 1997, S. 235–255.
- Vom Loch zum Sozialen Netz und wieder zurück: Zur Diskursfunktion und Diskursgeschichte eines dominanten Kollektivsymbols der „Sozialen Marktwirtschaft“. In: Wissenschaft Macht Politik. Interventionen in aktuelle gesellschaftliche Diskurse. Hrsg. von Gabriele Cleve, Ina Ruth, Ernst Schulte-Holtey, Frank Wichert. Münster 1997, S. 194–207.
- Die Angst des Kügelchens beim Fall durch die Siebe: Zum Anteil des Normalismus an der Kontingenzbewältigung in der Moderne. In: Eigentlich könnte alles auch anders sein. Hrsg. von Peter Zimmermann und Natalie Binczek. Köln 1998, S. 92–105.
- Wie das Kügelchen fällt und das Auto rollt. Zum Anteil des Normalismus an der Identitätsproblematik in der Moderne. In: Herbert Willems, Alois Hahn (Hrsg.): Identität und Moderne. Frankfurt am Main 1999, S. 164–179.

### Herausgeberschaften
- zusammen mit Kurt Wölfel: August von Platen. Werke in zwei Bänden. Band I: Lyrik. Winkler, München 1982, (Band II nicht erschienen).
- zusammen mit Siegfried Jäger: Die vierte Gewalt. Rassismus und die Medien. Duisburg 1993.
- zusammen mit Margarete Jäger: Macht – Religion – Politik. Zur Renaissance religiöser Praktiken und Mentalitäten. Münster 2006, ISBN 3-89771-740-9.